# おれ、夕子
- 藤子不二雄（読切） > 藤子・F・不二雄（著作） > SF短編 > 一覧 > おれ、夕子

『おれ、夕子』（おれ、ゆうこ）は、藤子不二雄名義で発表された短編漫画（藤本弘単独執筆作）。バイオテクノロジーをテーマとしたSF短編。
『週刊少年サンデー』1976年4月15日増刊号にて初出（全24頁）。1977年発行の『二人で一人の漫画ランド』には加筆修正版（全29頁）が収録されている。1984年発行の『藤子不二雄少年SF短編集』〈てんとう虫コミックス〉第2巻に収録される際に2度目の加筆修正が行われ、全32頁となった。2度の加筆修正時に削除されたコマがあるため、描かれたすべてのコマを閲覧するには3種類を集める必要がある。
以降も多数の短編集に収録されている（#書誌情報を参照）。1989年の『少年SF短篇』〈藤子不二雄ランド〉4巻では表題作となっている。
1990年代には『藤子・F・不二雄のSF短編シアター』内の一編としてOVA化されている（#アニメを参照）。2023年4月9日に実写ドラマ化した。

## ストーリー
ある日、佐藤弘和が目覚めると、彼は死んだクラスメートの夕子のネックレスを首にかけていた。なぜ自分がネックレスを持っていたのかは皆目見当がつかなかったが、彼はネックレスを夕子の父親に届けに行った。ネックレスを受け取った夕子の父はなぜか佐藤の顔を食い入るように見つめていた。実は過去にも同じようなことがあった。それは夕子の葬式の後の翌々日、夕子の父が佐藤を家に招きいれ、夕子が彼のことを好きであったことを話した時に見せた食い入るようなまなざしと同じだったのである。
その翌日、クラスメートの解説者こと刈野勉吉が「夜中に夕子の幽霊が目撃された」と言い出した。周囲は誰も信じようとしなかったが、それ以降、弘和が女物の服を着たまま室外で目覚めたりと、おかしな事件が起こるようになった。
ある暴風雨の夜、真相を究明しようと弘和は夜通し徹夜で見張ることを決めるが、急激な眠気に襲われてしまう。眠気を断ち切ろうとバットで自分の頭を殴ると、痛いじゃない、と、謎の声が聞こえた。何度も頭を殴りつけて声を振り払おうとした弘和だったが、急にその意識は途絶える。そして、その姿は弘和とは全くの別人、見覚えのある少女―夕子の姿に変化していた。夕子と化した弘和は「パパのところへ行かなくちゃ」との一言と共に家を飛び出し、暴風雨の中を駆け去っていく。それを通りかかった勉吉が後をつける。
夕子の父は死んだはずのわが娘との再会にも驚く様子を見せず、待ちわびたかのような態度で温かく迎え入れた。そんな父に、夕子は死んだはずの自分が生きていることに強い不安を覚えていることを訴え、真実を教えてほしいとせがんだ。観念した父は全ての真相を娘に打ち明ける。
夕子の父は遺伝子と細胞の代謝を研究していた科学者であり、「新陳代謝による細胞変換を徐々にではなく1度に行い、その際に他人のDNAを介入・作用させて身も心も正真正銘の別人に変化させる」という研究テーマ、「科学的変身技術」を完成させていた。そして愛娘の死を受け入れられなかった彼は、娘の遺体から採取し加工を施し液状化したDNAを弘和の体に注入し、急激な新陳代謝とDNAの作用によって、弘和を夕子に変身させるという恐るべき発想で夕子との再会を実現し、1回限りとしつつも我慢できずに何度も繰り返していたのだった。その振る舞いが許されざることであることを諭された父は、弘和にこれ以上迷惑をかけたくないという夕子の願いを受け、これっきりにすると約束して、残された最後の時間を娘と共に過ごす。
夜が明け、目を覚ました後に昨夜の一件を目撃していた勉吉から全ての真相を知らされた弘和が再び夕子の家に行った時、すでに屋敷は無人となっていた。

## 登場人物
佐藤 弘和（さとう ひろかず）
主人公。平凡な学生だったがクラスメート･夕子の死をきっかけに、彼自身や周囲に次々と不思議な出来事が起こる。
夕子（ゆうこ）
弘和に想いを寄せていた女の子。交通事故で死去。
夕子の父
昔は大学の教授だったが、夕子の死後は定職にもつかずにぶらついているらしく、いい噂を聞かない。
刈野 勉吉（かりの べんきち）
弘和のクラスメート。おしゃべりなため「解説者」とあだ名が付いている。
本作の物語における奇妙な事件の真相の唯一の目撃者となる。

## 映像化

### アニメ
「藤子・F・不二雄のSF短編シアター」第5巻収録。
細部の掘り下げや脚色が施されており、望まずして甦らされた夕子の心情など、原作では深掘りされなかった部分が描かれている。
キャスト
- 佐藤 弘和 - 難波圭一
- 鈴木 夕子 - 松井菜桜子
- 夕子の父 - 青野武
- ガリベン - 三ツ矢雄二
- 弘和の母 - 鈴木富子
- 教師 - 梅津秀行
- 中学生A - 北島淳司
- 中学生B - 山崎たくみ

スタッフ
- 監督、コンテ：望月智充
- 脚本：辻真先
- キャラクターデザイン、作画監督：後藤真砂子
- 美術監督：加藤賢司
- 原画：青嶋克己、時永宜幸、澤田正人、中村あゆみ
- 背景：小林プロダクション
- 色彩設計：吉野記通
- 特殊効果：田崎正夫、完甘幸隆
- 仕上：スタジオマリーン、仙台アニメーション
- 撮影監督：枝光弘明
- 撮影：羽山泰功、小堤勝哉、風村久生、小林徹、中富広志、飯島裕規子、飯利綾子、清水泰宏、田村洋、赤沢賢二、荒川智志、筒井義明、長谷川裕、菊川秀夫
- 編集：瀬山武司、足立浩
- 音響監督：明田川進
- 音楽：都留教博
- 効果：倉橋静男（サウンドボックス）
- 録音：安藤邦男
- 録音スタジオ：アオイスタジオ
- 音響制作：マジックカプセル
- 音響担当：三間雅文
- 制作協力：綿引勝美、メモリーバンク
- 音楽制作：小学館プロダクション、サウンドスタッフ
- 現像：東京現像所
- タイトル：マキ・プロ
- アシスタントプロデューサー：大塚義雄
- プロデューサー：浅見勇（小学館）、清松信夫（東宝）、徳永元嘉（スタジオぎゃろっぷ）
- アニメーション制作：スタジオぎゃろっぷ
- 制作：小学館、東宝

主題歌
- オープニングテーマ
  - 無し
- エンディングテーマ
  - 『明日は晴れるから』
  - 作詞作曲：立川俊之　編曲：大事MANブラザーズバンド

### ドラマ
藤子・F・不二雄 SF短編ドラマの1作としてドラマ化。主演は鈴木福。夕子は田牧そら。

## 書誌情報
以下の短編集に収録されている。特記のない限り藤子・F・不二雄名義、小学館刊。
- 藤子不二雄『藤子不二雄少年SF短編集2 ポストの中の明日』〈てんとう虫コミックス〉1984年7月25日初版発行、ISBN 4-09-140702-1
- 『藤子・F・不二雄 SF全短篇2 みどりの守り神』 中央公論社〈中公愛蔵版〉1987年3月20日初版発行、ISBN 4-12-001557-2
- 『少年SF短篇4 おれ、夕子』中央公論社〈藤子不二雄ランド〉通巻239巻、1989年5月19日初版発行、ISBN 4-12-410239-9
- 『藤子・F・不二雄少年SF短編集2 絶滅の島』〈小学館コロコロ文庫〉1996年05月20日初版発行（4月26日発売[3]）、ISBN 4-09-194036-6
- 『藤子・F・不二雄SF短編PERFECT版3 俺と俺と俺』2000年10月20日初版発行（9月25日発売[4]）、ISBN 4-09-176203-4
- 『少年SF短編1』〈藤子・F・不二雄大全集〉通巻074巻、2010年9月29日初版第一刷発行（9月24日発売[5]）、ISBN 978-4-09-143439-5、A5判
- 『藤子・F・不二雄SF短編集』〈My First BIG〉廉価版